# رالف بوكستون
رالف بوكستون (بالإنجليزية: Ralph Buxton)‏ هو لاعب كرة قاعدة أمريكي، ولد في 7 يونيو 1911 في ويبرن في كندا، وتوفي في 6 يناير 1988 في سان ليندرو في الولايات المتحدة.

## وصلات خارجية
- رالف بوكستون على موقعبيزبول رفرنس.كوم (الدوري الرئيسي) (الإنجليزية)